# Июльское восстание в Черногории
Восстание 13 июля 1941 года в Черногории (серб. Тринаестојулски устанак) — крупнейшее антифашистское восстание 1941 года, организованное черногорскими антифашистами, социалистами и коммунистами. Под руководством Коммунистической партии Югославии 13 июля участники черногорского движения начали открытую борьбу против итальянских оккупантов. В восстании участвовали не менее 30 тысяч человек. Основная фаза восстания продолжалась в течение шести недель; последние очаги восстания удалось подавить только к декабрю 1941 года. В числе восставших были офицеры и солдаты Югославской королевской армии, не принявшие капитуляцию Югославии и поддерживавшие идеологию национализма, а также коммунисты и социалисты, многие из которых проходили в лучшем случае срочную службу в югославской армии и только что вступили в партизанское Народно-освободительное движение. Целью восстания было начало освободительной борьбы как против оккупационных сил Италии и Германии, Болгарии и Венгрии так и против сбежавших на сторону оккупантов некоторых монархистов, черногорских сепаратистов, хорватских и албанских коллаборационистов. Основной отличительной особенностью восстания была его массовость — восставшие не признавали капитуляцию своей страны и поддерживали не только действия западных союзников, но и сражающегося против Германии и её союзников Советский Союз, к которому они испытывали искренние симпатии вне зависимости от политических убеждений.
В течение трёх недель после начала восстания в руках антифашистского движения оказалась почти вся Черногория, а в ходе одного из сражений был разгромлен крупнейший итальянский гарнизон в оккупированной Европе численностью 1000 солдат и офицеров. Повстанческим движением руководили бывшие офицеры югославской королевской армии: полковник Байо Станишич, майор Джорджие Лашич и капитан Павле Джуришич. Развить успех партизанам не удалось: 70-тысячная итальянская армия под командованием генерала Алессандро Пирцио Бироли при поддержке санджакских мусульман и албанских полицейских перешла в контрнаступление и за последующие три недели покончила с восстанием. Тем не менее, восставшие сумели добиться основной цели — развязали партизанскую войну по всей стране. Благодаря внезапному удару партизанских войск в Черногории началась борьба против оккупантов. 13 июля по сей день считается в Черногории праздничным днём — в СФРЮ он носил имя «День восстания черногорского народа», ныне он называется «Днём государственности Черногории».

## Предыстория

### Провозглашение независимой Черногории
25 апреля 1941 года министр иностранных дел Италии Галеаццо Чиано провёл в Любляне встречу с руководителем Независимого государства Хорватия Анте Павеличем, на которой они обсуждали вопросы будущего хорватского государства на территории оккупированной Югославии. 7 мая 1941 года в Монфальконе Чиано провёл трёхстороннюю встречу с участием всё того же Павелича и Бенито Муссолини. Они заключили предварительное соглашение о союзе Италии и Хорватии, которое было ратифицировано 18 мая 1941 года в 12:30 и получило название «Римские соглашения». Это соглашение было частью политики Чиано в отношении Югославии: итальянцы стремились добиться аннексии части территории Югославии и провести итализацию местного населения. По договору к Италии отошла значительная часть Далмации с городами Задар, Шибеник и Сплит, островами Раб, Крк, Вис, Ластово, Корчула, Млет и многими другими, а также часть Которского залива.
Подобное Чиано собирался провести и в отношении Черногории: после захвата немцами Югославии де-факто образовалось марионеточное государство Черногория, правителем которой предполагали сделать представителя какой-либо сербской или черногорской династии, имеющего сильные кровно-родственные связи с итальянскими аристократами. Кандидата нашли в династии Петровичей-Негош, которой покровительствовал Савойский Королевский дом. Михаил Петрович-Негош, внук князя и короля Николы I, соответствовал всем итальянским требованиям, и ему вскоре было выслано предложение.
Михаил во время операции «Ауфмарш 25», в ходе которой была захвачена Югославия, находился с югославской дипломатической миссией в Париже. Вскоре немцы перевезли его в лагерь близ Франкфурта-на-Майне, где он встретился с представителем правящей династии Италии, который прибыл из Цетинье. Посланник заявил о скором провозглашении независимости Черногории и официально предложил Михаилу черногорский престол. Итальянцы были уверены в том, что принц не откажется от престола, поскольку его тётка Елена Черногорская была королевой Италии и могла бы заставить племянника согласиться с предложением. Ответ Михаила был полной неожиданностью: он категорически отказался от предложения и осудил саму идею отделения Черногории от Югославии. По его словам, он ощущал себя отчасти сербом и ни под какими угрозами не отрёкся бы от идеи единства Сербии и Черногории.
12 июля 1941 года состоялся так называемый Петровданский сабор, на котором была провозглашена независимость Черногории. Сепаратисты во главе с Йово Поповичем восстановили Подгорицкую скупщину 1918 года, отменили действие сербской и югославской конституции на территории Черногории и учредили флаг и герб новообразованного государства. Итальянцам пришлось смириться с тем, что племянник жены Виктора Эммануила III отказался возглавить марионеточное государство, но их планы получили и более существенный удар: на следующий день в Черногории вспыхнуло антифашистское восстание, которое и развалило планы Чиано по покорению Черногории.

### Подготовка к восстанию
Черногорские и сербские социалисты и коммунисты начали подготовку к восстанию ещё в мае 1941 года. Черногорский райком КПЮ, основываясь на решениях, принятых на съезде в Загребе, начал готовить и партизан, и простых мирных граждан, стремившихся освободить страну от оккупантов, к вооружённому сопротивлению. Боевые группы формировались нелегально, в состав каждой группы входило от 10 до 30 человек. Туда принимали коммунистов, членов Союза коммунистической молодёжи Югославии и просто антифашистов. В числе сражавшихся было много сербских националистов-«белашей», которые считали Дрлевича и его зеленашей шайкой преступников. Всего удалось создать 290 групп общей численностью в 6 тысяч человек (1800 членов партии, 3000 членов Союза коммунистической молодёжи и 1200 беспартийных). Среди сражавшихся было очень много крестьян, которые хотели выместить злость на итальянцах. На помощь восставшим спешили черногорцы со всей страны, в том числе из Воеводины, Косова и Метохии. Командовать движением были назначены офицеры Югославской королевской армии, часть из которых успела сбежать из плена. Стараниями коммунистов в армию повстанцев были внедрены политруки.
Поводов для восстания было более чем достаточно, и это были не обычная дискриминация черногорцев итальянскими властями, которые презирали славяноязычное население, а конкретные действия итальянской администрации: так, итальянцы конфисковали в пользу Королевства бо́льшую часть земельных участков в Косово, на которых выращивались продукты, а также соляной завод в Улцине, проданный албанцам; на территории Черногории запретили обращение югославских купюр номиналом в 500 динар. Окончательным же поводом стало принятое итальянцами решение о провозглашении «независимой» Черногории, которое яростно поддерживал Секула Дрлевич, глава сепаратистского движения зеленашей. Призывы к восстанию усилились после нападения Германии на СССР 22 июня 1941 года, поскольку русофильские и советские настроения были сильны не только среди югославских коммунистов и социалистов но и среди монархистов и националистов Королевства Югославия. Презрение и ненависть к оккупантам только усилилась. В конце июня Черногорский райком издал манифест с призывом к черногорскому народу:

…под руководством КПЮ встаньте в ряды, единым фронтом соберитесь на борьбу против оккупантов и их приспешников, ради своего национального освобождения, вместе со всеми порабощёнными народами Югославии и Балкан, в союзе с великим Советским Союзом.
Оригинальный текст (серб.)
...да се под руководством КПЈ збије у редове, оствари чврсто јединство у борби против окупатора и његових слугу, за своје национално ослобођење, удружен са свим поробљеним народима Југославије и Балкана, а у савезу са великим Совјетским Савезом.

Райком издал директиву для городских комитетов с рекомендацией уходить из городов и сёл как можно скорее, поскольку партизанские методы войны позволили бы быстрее справиться с оккупантами. Рекомендовалось быть начеку и не позволять отдавать врагу свои дома на разграбление.
С мая по июль состоялось несколько местных партийных конференций в Плевле, Биело-Поле и Приеполье, на которых были сделаны выводы о готовности партизан к восстанию и переданы новые сведения о ситуации на фронтах и политической ситуации в Югославии. 4 июля 1941 года в Белграде на заседании Политбюро ЦК КПЮ было принято решение о назначении члена Политбюро и Главного штаба НОАЮ Милована Джиласа руководителем восстания. Он как делегат ЦК КПЮ в Черногории был направлен сразу же в оккупированную страну для разъяснения целей восстания и передачи последних указаний.
8 июля Джилас прибыл в Стиене-Пиперске (недалеко от Подгорицы), где провёл заседание Черногорского райкома КПЮ, на котором присутствовали члены партии Божо Люмович, Блажо Йованович, Радое Дакич, Саво Бркович, Будо Томович, Видо Ускокович, Крсто Попвиода и Периша Вуйошевич. На заседании было принято решение о начале боевых действий на следующий же день. В качестве возможных партизанских действий предлагались уничтожение полицейских отрядов, разрушение линий коммуникаций и минирование дорог, подрывы мостов, взрывы в зданиях итальянской администрации и т. п.

### Выбор даты
Выбор даты восстания был не случайным. Во-первых, 13 июля 1878 года на Берлинском конгрессе была признана независимость Черногории, что положило конец многовековому турецкому игу. Об этом освобождении собирались напомнить партизаны. Во-вторых, эта акция должна была стать ответом на сепаратистскую акцию 12 июля 1941 года, на которой была провозглашена «независимая» Черногория. Ходили слухи о том, что черногорские фашисты призвали Виктора Эммануила III на престол. Восстание в итоге стало третьим на территории Югославии с момента её оккупации силами Оси.

## Ход восстания

### Хронология начала восстания
- Ранним утром 13 июля 1941 года в городах Черногории одна за другой начались перестрелки: партизаны стали врываться в различные населённые пункты и стрелять в итальянских карабинеров и жандармов. Восстание началось. В течение дня партизаны взяли штурмом город Чево, что недалеко от Цетинье,  Вирпазар, на берегу Шкодерского озера, Риеку-Црноевицу и вышли к прибрежной линии Милочер—Сутоморе[21].
- 14 июля перестрелка продолжилась, партизаны постоянно устраивали взрывы в городах Черногории, но старались не пугать мирное население. Итальянцы начали паниковать и срочно вызвали подкрепление. Восставшие взяли штурмом Мойковац, перебив всю жандармерию[22], и в том же городе состоялось экстренное завещание Санджакского областного комитета КПЮ[23].
- 15 июля восставшие взяли Биоче, Спуж и Лиеву-Риеку[23]. Близ села Кошчеле, около Риеки-Црноевицы партизанские отряды (два отряда из Люботиня и Горни-Цеклина суммарной численностью 80 человек) столкнулись со 2-м гвардейским пограничным моторизованным батальоном итальянской дивизии «Мессина», который был направлен в сторону Цетине. В ходе восьмичасового сражения партизаны убили 70 человек, ранили 110 и захватили 290 солдат в плен (по другим данным, было убито 80 человек, ранено 260 и взято в плен 440)[24]. В тот же день были захвачены несколько малых кораблей в Вирпазаре.
- 16 июля от итальянцев освобождена Андриевица. На одном из захваченных итальянских судов в Скутари перевезены 46 пленных итальянцев в обмен на медикаменты и продовольствие[25].
- 17 июля шли бои под Беране: капитан повстанцев Павле Джуришич, сражавшийся бок о бок с другими партизанами под Беране[26], раскрыл свою личность[27][28] как одного из лидера восставших[29]. Джилас попытался назначить командующим всеми повстанческими силами Байо Станишича, но тот отказался.
- 18 июля Черногорский райком создал временное Верховное командование партизан в Черногории, Боке и Санджаке[30], которое возглавили Арсо Йованович и Милован Джилас при поддержке офицеров Югославской королевской армии, признававших участие коммунистов в восстании[14]. В состав вошли Божо Люмович, Блажо Йованович, Будо Томович и Байо Секулич. Штаб располагался близ Подгорицы. Временное командование издало несколько приказов и призвало простых граждан вступать в партизанские отряды. В тот же день на дороге Цетинье—Будва близ села Браич партизаны успели нанести мощный урон итальянской армии: моторизованная колонна в составе 20 грузовиков, 6 танков, 7 мотоциклов и одного служебного автомобиля вступила в бой с несколькими партизанскими батальонами. После долгого и упорного сражения итальянцы потеряли 220 человек убитыми и ранеными, у партизан же всего два человека погибли и семеро были ранены[30].
- 19 июля повстанцами захвачена станция жандармерии в Неговудже и перекрыта дорога Жабляк—Плевля. 20 июля захвачены Беране, Даниловград, Жабляк и Колашин[30], а также взято Биело-Поле и разоружён гарнизон из 180 итальянских солдат и офицеров[22]. 21 июля начались первые сборы официальных партизанских отрядов НОАЮ. 22 июля освобождён Шавник, 24 июля — Грахово.

В восстании участвовало около 32 тысяч человек, что составляло 66 % от пригодного к военной службе населения Черногории. Война началась почти во всех городах, кроме Цетинье, Никшича, Подгорицы и Плевли. К 22 июля партизаны освободили шесть крупных городов и пять деревень, а к 25 июля близ Даниловграда были освобождены ещё восемь деревень. Несмотря на то, что в крупных городах следов восстания почти не было, гарнизоны этих городов были взяты в кольцо. Паника среди мусульман и албанцев привела к тому, что часть их бежала в Албанию, а часть ушла в леса, где они ещё долго вели перестрелки с партизанами. В итоге в течение трёх недель с момента начала восстания итальянцы сохранили за собой только Никшич, Плевлю, Цетине и Подгорицу. В помощь восставшим был отправлен Арсо Йованович для того, чтобы руководить действиями всех восставших при поддержке Милована Джиласа. По свидетельству маршала Уго Кавальеро, офицеры королевской армии командовали восставшими вплоть до октября 1941 года.

### Ответ итальянцев
16 июля 1941 года тогда ещё генерал Уго Кавальеро, командующий итальянскими войсками в Албании, приказал генералу Алессандро Пирцио Бироли, бывшему губернатору Амхары, подавить восстание любой ценой. 25 июля 1941 Бироли удостоился аудиенции у Бенито Муссолини, который предоставил тому фактически карт-бланш в Черногории. Бироли считал, что покончить с восстанием можно только силой, и именно сила была единственной вещью, понимаемой людьми с балканским менталитетом. Бироли приказал немедленно нанести по восставшим удар.
5 августа Бироли предъявил ультиматум повстанцам и гражданским с призывом сложить оружие. 8 августа он объявил о конфискации всего имущества поднявших восстание. Однако добиться полной капитуляции не удалось, и восставшие черногорцы и их союзники продолжали бои, а итальянские гарнизоны городов Черногории всё ещё пребывали в шоке и не могли справиться с ними. Бироли в экстренном порядке перебросил в помощь гарнизонам шесть итальянских дивизий: «Пустерия», «Мессина», «Венеция», «Каччатори делле Альпи», «Пулье» и «Таро». В бой вступили два легиона чернорубашечников (108-й и 164-й), две боевые группы (1-я боевая группа кавалерийского полка «Каваледжери Гвиде» и 2-я албанская боевая группа «Скандербег») и ещё два пограничных отряда. «Таро» и «Каччатори делле Альпи» были сняты с Восточного фронта в самый последний момент.
Итальянцы собрали армию численностью в 70 тысяч человек при поддержке ещё 20 тысяч коллаборационистов: членов Санджакской мусульманской милиции из Санджака, Плава и Гусине и албанских боевиков, прикрывавших фланги. Полицейскую службу несла также и албанская милиция «вулнетари» из Косово и Джаковицы, которая поддерживала наступление итальянских войск. Теперь по численности силы сторон были равны, но итальянцы заметно превосходили восставших по вооружению. Судьба восстания была решена — против хорошо вооружённых и экипированных пехотных дивизий повстанцы не могли сражаться долго. Так началась первая наступательная операция на Балканах с момента капитуляции Югославии и Греции.
В августе 1941 года в одном из своих отчётов Бироли сообщил, что 19-я дивизия «Венеция» продвинулась к Колашину и Андриевице при поддержке альпийских горных стрелков и албанской милиции под командованием капитана Прека Цали из Вермоша и ещё нескольких отрядов из Джаковицы. Несмотря на упорнейшее сопротивление партизан, итальянцы восстановили контроль над Колашином, Андриевицей и Беране, освободив из плена 879 человек. К 14 августа итальянцам удалось восстановить контроль над городами: за шесть недель восстание всё-таки было подавлено. Бироли приказал не проявлять чрезмерную жестокость к местному населению, но его солдаты проигнорировали приказ: от рук итальянских мародёров в ходе восстания были убиты сотни людей, сожжены десятки деревень, от 10 до 20 тысяч жителей стали беженцами. Албанцы и иные мусульмане пытали мирных жителей и казнили их, грабя деревни безостановочно.
Для поддержания порядка в Черногории была постоянно дислоцирована дивизия «Пустерия». Сами итальянцы решили не восстанавливать охранные посты в деревнях, поскольку боялись сделать их лёгкими мишенями для восставших. Многие территории Черногории в итоге остались без контроля со стороны Италии. Именно там и обосновались группировки несдавшихся партизан, которые продолжили партизанскую деятельность и дальше снабжали своих соратников оружием, припасами и обмундированием.

### Битва за Плевлю
Несдавшиеся группировки партизан продолжали бои. 1 декабря 1941 года партизаны атаковали город Плевля, однако с огромными потерями вынуждены были отступить. Было убито 203 человека и ранено 269. Под влиянием пропаганды многие из партизан разочаровались как в движении, так и в его идеологии, став сбегать к четникам. После поражения партизаны стали вымещать свою злость на местных жителях, грабя некоторые деревни, пытая деревенских жителей и казня итальянцев, которых обвиняли во всех мыслимых грехах. Вплоть до весны 1943 года партизаны не добивались никаких успехов в Черногории: их почти не было в стране

### «Левацкие просчёты»
Коммунистическая партия, взявшая на себя обязанности по руководству восставшими, утратила часть своего авторитета из-за чрезмерной жестокости к некоторым своим противникам. Джилас и партизаны, расправляясь не только с оккупантами, но и идейными противниками, в глазах многих стали кровожадными бандитами, поэтому мало кто решался их поддержать. Достать припасы, найти укрытие и уж тем более заручиться поддержкой добровольцев партизанам было трудно. Поражение под Плевлей заставило партизан решить, что кто-то вставляет им палки в колёса. Они стали подозревать в предательстве и поддержке итальянцев и их сообщников всех подряд: сбежавших из армии дезертиров, членов их семей, четников и членов их семей, спекулировавших тогда торговцев и всех, кто считал рабочий класс трусливым и недостаточно храбрым в боях. Так начался террор, из-за которого партизан стали презирать даже далёкие от войны люди. Этот террор вошёл в историю как «левацкие просчёты»: Джиласа за эту жестокость к местному населению потом раскритиковал Тито, обвинив в превышении должностных полномочий.

### Раскол среди восставших
Череда поражений повлекла за собой первые разногласия в стане партизан: боевой дух многих был подавлен из-за того, что итальянцы не повторяли своих начальных ошибок, к тому же большинство из лидеров восстания были коммунистами, и у них был свой взгляд на послевоенное устройство. Партизаны рассчитывали всё-таки организовать классовую революцию и с её помощью добиться ухода итальянцев; националисты призывали всех заключить перемирие и не проливать понапрасну кровь, а также не желали видеть коммунистов во главе восстания. В Северной Черногории разногласия были особенно сильными, где титовские партизаны решили сначала разобраться с классовыми врагами и заняться «раскулачиванием» на балканский манер. Националисты же хотели спасти гражданское население и дождаться, пока итальянцы сами не уберут войска. В конце концов, терпение националистов лопнуло, и те осенью вышли на связь с итальянцами, предложив свою помощь в борьбе с партизанами. Последовательно националисты во главе с Джуришичем ушли в тыл, а некоторые решили просто понаблюдать за стычками партизан и итальянцев, причём партизаны стали сражаться ещё яростнее.
Именно поражение партизанских войск под Плевлей и начавшийся красный террор стали поводом для раскола в движении. Четники сразу же начали войну против своих бывших союзников, добившись того, что партизан к 1942 году в стране почти не осталось. Национально-освободительное восстание переросло в гражданскую войну.

### Завершение восстания
В ноябре 1941 года по приказу Иосипа Броза Тито Милован Джилас был снят с должности командующего партизанами в Черногории из-за своих просчётов во время организации восстания, в том числе и из-за «левацких просчётов». Одной из причин провала восстания стали разногласия между монархистами и коммунистами в штабе: первые поддерживали тактику партизанской войны и выступали за оборону деревень в горах в случае атаки итальянцев, вторые считали партизанскую войну неуместной и выступали за организацию линии обороны по всей ширине фронта. По мнению Тито, выбранный Джиласом второй вариант тактики и привёл к итоговому поражению. Отстранённому от командования Джиласу пришлось продолжить свою партийную деятельность в газете «Борба».
Последние очаги восстания были подавлены только в декабре 1941 года. Оно, несмотря на своё поражение, показало слабость итальянского контингента в Черногории и неумение военной и гражданской администрации предупреждать подобные выступления. Гражданский комиссар оккупированных территорий Серафино Мацолини 24 июля 1941 года был снят со своей должности за то, что не предотвратил восстание. Вся власть была передана генералу Пирцио Бироли, командиру 9-й армии, который и сумел восстановить итальянский контроль над территорией. Черногорцы, несмотря на тактическую неудачу, убедились в возможности освобождения страны и продолжили партизанскую войну даже после подавления восстания, хотя дальнейшая борьба велась в тяжёлых условиях.

## Последствия
1 декабря 1941 года окончательный раскол среди националистов и монархистов с одной стороны и социалистов и коммунистов с другой стороны после битвы за Плевлю привёл к официальному появлению «третьей силы» в лице четников. Последовавшие стычки между четниками и партизанами привели к началу открытого террора в Черногории: от рук и тех, и других погибало гражданское население, подозревавшееся в симпатиях к противнику. Преступления партизан заставили даже население Сербии выступить против восстания, и в итоге партизаны ушли в Боснию, оккупированную усташами, где соединились со своими соратниками. С учётом всех тактических ошибок Тито принял решение преобразовать мелкие отряды в полноценные крупные формирования, а именно в бригады. 1-я пролетарская бригада была образована 21 декабря 1941 в местечке Рудо (Юго-Восточная Босния).
20 декабря 1941 года Дража Михайлович, который возглавлял движение четников и поддерживал югославское правительство в изгнании, назначил Павле Джуришича командующим всеми регулярными и резервными силами четников в Центральной, Восточной Черногории и Санджаке. 21 декабря 1941 итальянцы предупредили черногорцев, что те будут нести ответственность за все возможные нападения на итальянцев. Во второй половине декабря 1941 года Павле Джуришич и Джордже Лашич начали мобилизацию солдат, сбежавших из партизанских отрядов. К середине января 1942 года они уже участвовали в боях с партизанами. 12 января 1942 года итальянцы официально пригрозили черногорцам, что за каждого раненого или убитого итальянского офицера будут казнить 50 гражданских лиц, а в случае с рядовым солдатом будут казнить 10 человек. Бироли был позднее объявлен военным преступником по причине злодеяний, совершённых его войсками в Черногории.
В феврале 1942 года итальянцы установили, что в Черногории находятся 8 тысяч партизан и 5 тысяч четников. В начале марта 1942 года Джуришич первым выступил за сотрудничество с итальянцами: Бироли принял его предложение и отправил в зону боевых действий 19-ю пехотную дивизию «Венеция». Джуришич в мае 1942 года разбил последнее крупное партизанское соединение, после чего партизаны почти все ушли из Черногории, сжигая все деревни, где их не поддерживали. Города остались под контролем итальянцев, а четники заняли всю сельскую местность. К решительным действиям партизаны не переходили в Черногории в течение года, но после победы четники, возомнив себя хозяевами, стали возводить лагеря военнопленных, устраивать показательные суды и уничтожать всех, кто не поддерживал их: были убиты множество мусульман, сотрудничавших с итальянцами и албанцами. Особенно много жертв было в Биело-Поле, Плевле и Буковице: из-за этого мусульмане стали уходить на сторону оккупационных сил.
Согласно югославским источникам, итальянцы потеряли в ходе восстания 735 человек убитыми, 1120 ранеными и 2070 пленными. Потери восставших, по тем же источникам, составили 72 убитых и 53 раненых. Итальянские источники приводят следующие цифры: 5 тысяч убитых и 7 тысяч раненых со стороны партизан, 2 тысячи убитых и раненых со стороны итальянских войск.

### Основная
- Banac Ivo. With Stalin Against Tito: Cominformist Splits in Yugoslav Communism. — Cornell University Press, 1988. — ISBN 0-8014-2186-1.
- Caccamo Francesco, Monzali Luciano. L'occupazione italiana della Iugoslavia, 1941–1943. — Firenze: Le Lettere, 2008. — ISBN 978-88-6087-113-8.
- Burgwyn H. James. Empire On The Adriatic: Mussolini's Conquest Of Yugoslavia 1941–1943. — Enigma Books, 2005. — ISBN 978-1-929631-35-3.
- Dedijer Vladimir. From April 6, 1941, to November 27, 1942. — University of Michigan Press, 1990. — ISBN 978-0-472-10091-0.
- Đilas Milovan. Wartime / Translated by Michael B. Petrovich. — New York: Houghton Mifflin Harcourt, 1980. — ISBN 978-0-15-694712-1.
- Karchmar Lucien. Draža Mihailović and the Rise of the Četnik Movement, 1941–1945. — New York: Garland Publishing, 1987. — ISBN 978-0-8240-8027-3.
- Lampe John R. Yugoslavia as History: Twice There Was a Country. — Cambridge University Press, 2000. — ISBN 978-0-521-77401-7.
- Milazzo Matteo J. The Chetnik Movement & the Yugoslav Resistance. — Baltimore, Maryland: Johns Hopkins University Press, 1975. — ISBN 978-0-8018-1589-8.
- Milunović Marko. Kralj Nikola Prvi. — Kragujevac, 2001.
- Morrison Kenneth. Montenegro: a modern history. — I.B. Tauris, 2009. — ISBN 978-1-84511-710-8.
- Pajović Radoje. Pavle Đurišić. — Zagreb: Centar za informacije i publicitet, 1987. — ISBN 978-86-7125-006-1.
- Pavlowitch Stevan K. Serbia: The History Behind the Name. — C. Hurst & Co. Publishers, 2002. — ISBN 978-1-85065-477-3.
- Pavlowitch Stevan K. Hitler's New Disorder: The Second World War in Yugoslavia. — New York: Columbia University Press, 2007. — ISBN 978-1-85065-895-5.
- Petacco Arrigo. Egzodus: zanijekana tragedija Talijana Istre, Dalmacije i Julijske Krajine. — Durieux, 2003. — ISBN 978-953-188-171-5.
- Petranović Branko. Srbija u drugom svetskom ratu: 1939-1945. — Vojnoizdavaćki i Novinski Centar, 1992.
- Ramet Sabrina P. The Three Yugoslavias: State-Building and Legitimation, 1918–2005. — Bloomington, Indiana: Indiana University Press, 2006. — ISBN 978-0-253-34656-8.
- Roberts Walter R. Tito, Mihailović, and the Allies, 1941–1945. — Duke University Press, 1987. — ISBN 0-8223-0773-1.
- Strugar Vlado. Drugi svjetski rat—50 godina kasnije: radovi sa naučnog skupa, Podgorica, 20–22. septembar 1996. — Crnogorska akademija nauka i umjetnosti, 1997. — ISBN 978-86-7215-089-6.
- Rodogno Davide. Fascism's European Empire: Italian Occupation During the Second World War. — Cambridge University Press, 2006. — ISBN 978-0-521-84515-1.
- Tomasevich Jozo. War and Revolution in Yugoslavia, 1941–1945: The Chetniks. — Stanford, California: Stanford University Press, 1975. — ISBN 978-0-8047-0857-9.
- Tomašević Jozo. Četnici u Drugom svjetskom ratu: 1941–1945. — Sveučilišna naklada Liber, 1979.
- Tomasevich Jozo. War and Revolution in Yugoslavia, 1941–1945: Occupation and Collaboration. — Stanford, California: Stanford University Press, 2001. — ISBN 978-0-8047-3615-2.

### Прочая
- Maclean Fitzroy. Disputed Barricade: The Life and Times of Josip Broz-Tito, Marshal of Jugoslavia. — London: Jonathan Cape, 1957.
- Pajović Radoje. Kontrarevolucija u Crnoj Gori: Četnički i federalistički pokret 1941–1945. — Cetinje: Obod, 1977.
- Mala enciklopedija Prosveta. — Beograd: Prosveta, 1959. — Т. 2.
- Хронологија ослободилачке борбе народа Југославије 1941—1945. — Београд: Војно-историјски институт, 1964.
- др. Гојко Миљанић. Кадрови револуције 1941—1945. — Цетиње: Обод, 1975.
- Други светски рат 1939—1945. — Београд: Народна књига, 1980.
- Историјски лексикон Црне Горе. — Подгорица: Вијести, 2006.